# Hay Mohammadi
Hay Mohammadi (arabiska: الحي املحمدي) är ett arrondissement i Casablanca i Marocko. Antalet invånare var 138 760 vid folkräkningen 2014.